# Entre Mulheres e Espiões
Entre mulheres e espiões é um filme brasileiro de 1961, do gênero comédia, dirigido por Carlos Manga e protagonizado por Oscarito.

## Elenco principal
- Oscarito...Henrico
- Marly Bueno...Kátia
- Vagareza...Totonho
- Rose Rondelli...Helena
- Paulo Celestino...Dimitri
- Modesto De Souza
- Milton Louzano
- Silveirinha
- João Damasceno
- Matinhos
- Cyl Farney (participação como ele mesmo)

## Sinopse
Henrico é um figurante teatral que gosta de se passar por um grande ator, mas na verdade sua "atuação" consiste em carregar nos ombros o barítono italiano da peça Carmen, no final de um ato. Ao flertar com uma mulher na rua, ele é atraído por ela para uma trama de espionagem. Aceitando trabalhar como agente secreto na Operação "Galo Vermelho", Henrico deverá seguir um espião estrangeiro que quer roubar uma fórmula secreta de combustíveis para foguetes (baseado na banana). Para tanto, ele se vale de seus "talentos" de ator e se disfarçará de mensageiro, vendedor judeu e até um ser espacial.  